# نوبلیم

ساختار الکترون

نوبلیم (Nobelium) یک عنصر شیمیایی مصنوعی با نماد No و عدد اتمی ۱۰۲ است. این عنصر به افتخار آلفرد نوبل کاشف دینامیت نام‌گذاری شده است. این فلز رادیواکتیو، دهمین عنصر فرااورانیم است و عضو ماقبل آخر سری اکتینیدها است. مانند همهٔ عناصر با عدد اتمی بیش از ۱۰۰، نوبلیم را فقط می‌توان در شتاب‌دهنده‌های ذرات با بمباران عناصر سبک‌تر با ذرات باردار تولید کرد. در مجموع دوازده ایزوتوپ نوبلیم وجود دارد. پایدارترین آن‌ها ایزوتوپ 259 No با نیمه‌عمر ۵۸ دقیقه است، اما 255 No با عمر کوتاه‌تر (نیمه‌عمر ۳٫۱ دقیقه) بیشتر در شیمی استفاده می‌شود زیرا می‌تواند در مقیاس بزرگ‌تر تولید شود.
آزمایش‌های شیمی تأیید کرده‌اند که نوبلیم به‌عنوان همولوگ سنگین‌تری نسبت به ایتربیم در جدول تناوبی رفتار می‌کند. ویژگی‌های شیمیایی نوبلیم به‌طور کامل شناخته نشده‌است. این ویژگی‌ها عمدتاً فقط در محلول‌های آبی شناخته می‌شوند. پیش از کشف نوبلیم، پیش‌بینی می‌شد که حالت اکسیداسیون +۲ پایدار و همچنین ویژگی حالت +۳ سایر اکتینیدها را نشان دهد. این پیش‌بینی‌ها بعداً تأیید شدند، زیرا حالت +۲ بسیار پایدارتر از حالت +۳ در محلول آبی است و نگه داشتن نوبلیم در حالت +۳ دشوار است.

## ویژگی‌های فیزیکی
- عدد اتمی: ۱۰۲
- جرم اتمی: ۲۵۹٫۱۰۱۱
- نقطه ذوب: C°۱۱۰۰
- شعاع فلزی: pm ۲۸۵
- ظرفیت: ۲ و ۳
- رنگ: خاکستری
- حالت استاندارد: رادیواکتیو
- نام گروه: اکتنید

## ایزوتوپ‌ها
سیزده ایزوتوپ نوبلیم با اعداد جرمی ۲۴۹–۲۶۰ و ۲۶۲ شناخته شده‌است که همگی آن‌ها رادیواکتیو هستند. علاوه بر این، ایزومرهای هسته‌ای نیز با اعداد جرمی ۲۵۰، ۲۵۱، ۲۵۳ و ۲۵۴ شناخته می‌شوند.